# António da Ressurreição
António da Ressurreição (Lisboa, ? — Lagoa, 8 de Abril de 1637) foi o 13.º bispo da Diocese de Angra, tendo-a governado de 1635 a 1637.

## Biografia
D. Frei António da Ressurreição era filho de João Lopes Soares e de sua mulher Maria Fernandes, pessoas honradas e limpas. Foi frade da Ordem de São Domingos, na qual ingressou quando estudava Teologia na Faculdade de Teologia da Universidade de Coimbra. Concluídos os seus estudos, ensinou no convento dominicano da cidade de Évora, chegando a padre mestre da sua Ordem. Transferiu-se depois para o convento dominicano de Coimbra, sendo naquela cidade Lente de Prima da Universidade de Coimbra durante 16 anos. A 1 de Outubro de 1626 foi nomeado deputado do Santo Ofício.
Em Coimbra ganhou fama de ser desprendido dos bens do mundo, já que empregava os seus ordenados nas obras do Colégio da sua Ordem naquela cidade. Também ganhou fama de sabedoria, pelo que Francisco Ferreira Drummond regista que quando frei António da Ressurreição foi ao capitulo geral celebrado em Paris, onde tomou o grau de doutor, foi presente aos seus actos Henrique IV Rei de França, o qual tanto dele se agradou, que quis ficasse ensinando em Paris. Esta mesma notícia aparece na obra de Manuel Luís Maldonado. Apesar do convite, preferiu regressar à sua cátedra de Coimbra.
Apesar de modesto por índole e formação, o seu alto valor chegou à Corte, sendo proposto para o Bispado de Angra. Confirmado, foi sagrado a 10 de Julho de 1635 na igreja de São Brás da cidade de Lisboa. A sagração foi ministrada pelo coleitor D. Alessandro Castracane, então bispo titular de Nicastro e futuro bispo de Fano, com assistência do coleitor Lorenzo Tramaglio e de D. Pedro do Rego, bispo coadjutor do Arcebispado de Lisboa. Coisa rara à época, partiu de imediato para a sua diocese, dando entrada solene em Angra a 24 de Julho desse mesmo ano.
Em Angra frei António da Ressurreição prestou relevante auxílio às obras que então se faziam na capela-mor do Convento da Conceição, onde pretendia ser sepultado, e de auxílio ao recrutamento de novos padres. Apesar do pouco tempo em que esteve à frente do governo da diocese, visitou as paróquias da ilha Terceira, da Graciosa, de São Jorge, do Pico e do Faial. Em todas estas ilhas pregou e administrou o crisma.
Durante a sua visita à ilha do Faial, em 1636, criou a freguesia da Ribeirinha e proibiu que se fizessem novenas depois de anoitecer. Também durante a sua estadia no Faial participou no salvamento de um galeão ameaçado de naufrágio por uma borrasca: o bispo meteu-se ao mar numa frágil lancha, cruz peitoral alçada, acompanhado de alguns valentes homens do mar. O galeão salvou-se, tendo os faialenses festejado com repiques de sinos e solene Te Deum a proeza do bispo.
Estando de visita pastoral à ilha de São Miguel, faleceu subitamente na vila da Lagoa, sendo o terceiro prelado consecutivo a falecer naquela ilha. Viveu e morreu santamente e foi sepultado na capela do Santíssimo da Matriz de Ponta Delgada. Alguns anos após o seu falecimento, sendo sede vacante, o cabido de Angra mandou o licenciado Manuel Duarte da Mota ir a São Miguel providenciar a trasladação do cadáver para o Convento da Conceição de Angra, já que esse fora o desejo do falecido bispo. Aberta a sepultura, o corpo foi encontrado inteiro e com todas as insígnias pontificais com que fora enterrado.